# Білоцерківська міська рада
Білоцеркі́вська міська́ ра́да — адміністративно-територіальна одиниця та орган місцевого самоврядування у складі Київської області. Адміністративний центр — місто обласного значення Біла Церква.

## Загальні відомості
- Територія ради: 33,7 км²
- Населення ради: 210 222 особи (станом на 1 вересня 2015 року)[1]
- Територією ради протікають річки Рось та Протока.

## Населені пункти
Міській раді підпорядковані населені пункти:
- м. Біла Церква

## Склад ради
Рада складається з 60 депутатів та голови.
- Голова ради: Дикий Геннадій Анатолійович
- Секретар ради: Кошель Вадим Олегович

### Керівний склад попередніх скликань
| Прізвище, ім'я, по батькові | Основні відомості                                                         | Дата обрання | Дата звільнення |
| --------------------------- | ------------------------------------------------------------------------- | ------------ | --------------- |
| Савчук Василь Петрович      | Міський голова, 1959 року народження, освіта вища, безпартійний           | 26.03.2006   | 31.10.2010      |
| Савчук Василь Петрович      | Міський голова, 1959 року народження, освіта вища, безпартійний           | 31.10.2010   | 30.11.2015      |
| Дикий Геннадій Анатолійович | Міський голова, 1969 року народження, освіта вища, Об'єднання «Самопоміч» | 30.11.2015   |                 |

Примітка: таблиця складена за даними сайту Верховної Ради України

### Депутати VII скликання
За результатами місцевих виборів 2015 року депутатами ради стали:

#### За суб'єктами висування
| Суб'єкт висування                                          | Кількість обраних депутатів | %     |
| ---------------------------------------------------------- | --------------------------- | ----- |
| Політична партія «Об'єднання „Самопоміч“»                  | 11                          | 26.19 |
| Політична партія Всеукраїнське об'єднання «Свобода»        | 6                           | 14.29 |
| Партія Блок Петра Порошенка «Солідарність»                 | 6                           | 14.29 |
| Політична партія Всеукраїнське об'єднання «Батьківщина»    | 5                           | 11.90 |
| Радикальна партія Олега Ляшка                              | 4                           | 9.52  |
| Політична партія «Партія економічного відродження України» | 4                           | 9.52  |
| Політична партія «Українське Об'єднання патріотів — УКРОП» | 3                           | 7.14  |
| Політична партія «Опозиційний блок»                        | 3                           | 7.14  |

#### За округами
| № округу                                                   | Прізвище, ім'я, по батькові       | Дата нар.  | Освіта              | Партійна приналежність                                           | Відомості |
| ---------------------------------------------------------- | --------------------------------- | ---------- | ------------------- | ---------------------------------------------------------------- | --- |
| Політична партія "Об'єднання «САМОПОМІЧ»                   |                                   |            |                     |                                                                  | |
| пк                                                         | Дикий Геннадій Анатолійович       | 31.03.1969 | вища                | член Політичної партії "Об'єднання «САМОПОМІЧ»                   | Приватне підприємство «Будмаркет», приватне підприємство «БЦ ІСТ СЕРВІС», директор, директор                                                                                                  |
| 37                                                         | Гончар Анатолій Анатолійович      | 23.08.1980 | вища                | безпартійний                                                     | ПП "ВП «Мебітар», тОВ «РОСЬ-ПАК», фізична особа — підприємець,, Директор, директор, фізична особа — підприємець,                                                                              |
| 7                                                          | Дашкевич Микола Володимирович     | 30.07.1951 | вища                | безпартійний                                                     | Міжнародний благодійний фонд «Друзі — дітям Чорнобиля», міжнародний фонд «ВІДРОДЖЕННЯ ЧОРНОБИЛЯ», директор, директор                                                                          |
| 38                                                         | Русс Олександр Миколайович        | 03.12.1963 | вища                | безпартійний                                                     | Фізична особа — підприємець. |
| 18                                                         | Гончаренко Юрій Анатолійович      | 09.12.1964 | вища                | безпартійний                                                     | Комунальний заклад Білоцерківської міської ради дитячо-юнацька спортивна школа № 1, директор                                                                                                  |
| 9                                                          | Шевченко Олена Олексіївна         | 09.10.1986 | вища                | безпартійна                                                      | тимчасово не працює |
| 15                                                         | Смуток Борис Михайлович           | 08.09.1951 | вища                | безпартійний                                                     | БНВО «Перша Білоцерківська гімназія — школа І ступеня», директор |
| 34                                                         | Корнійчук Віталій Леонідович      | 25.07.1985 | вища                | безпартійний                                                     | Фізична особа — підприємець, пП «БУДМАРКЕТ», фізична особа — підприємець, Менеджер з реклами                                                                                                  |
| 17                                                         | Наконечний Сергій Павлович        | 25.12.1972 | вища                | безпартійний                                                     | Білоцерківське навчально-виховне об'єднання «Перша Білоцерківська гімназія — школа І ступеня» Білоцерківської міської ради Київської області, заступник директора з навчально-виховної роботи |
| 8                                                          | Лєонов Андрій Савінович           | 21.08.1954 | вища                | безпартійний                                                     | Фізична особа — підприємець |
| 14                                                         | Поліщук Дмитро Андрійович         | 23.07.1985 | вища                | безпартійний                                                     | ТОВ «БІЛОЦЕРКІВВОДА», начальник відділу інвестицій та розвитку |
| ПАРТІЯ "БЛОК ПЕТРА ПОРОШЕНКА «СОЛІДАРНІСТЬ»                |                                   |            |                     |                                                                  | |
| пк                                                         | Джегур Геннадій Васильович        | 30.05.1979 | вища                | член ПАРТІЇ "БЛОК ПЕТРА ПОРОШЕНКА «СОЛІДАРНІСТЬ»                 | Білоцерківська міська рада, заступник міського голови |
| 16                                                         | Тищенко Андрій Сергійович         | 28.07.1980 | вища                | член ПАРТІЇ "БЛОК ПЕТРА ПОРОШЕНКА «СОЛІДАРНІСТЬ»                 | Фізична особа — підприємець, фізична особа — підприємець |
| 25                                                         | Даліба Олександр Анатолійович     | 12.09.1969 | вища                | член ПАРТІЇ "БЛОК ПЕТРА ПОРОШЕНКА «СОЛІДАРНІСТЬ»                 | ПРАТ «РОСАВА», голова правління — Генеральний директор |
| 39                                                         | Кошляк Юрій Миколайович           | 01.10.1967 | вища                | член ПАРТІЇ "БЛОК ПЕТРА ПОРОШЕНКА «СОЛІДАРНІСТЬ»                 | Комунальне підприємство Білоцерківської міської ради Житлово-експлуатаційна контора № 6, начальник                                                                                            |
| 26                                                         | Балас Юрій Миколайович            | 09.01.1971 | вища                | член ПАРТІЇ "БЛОК ПЕТРА ПОРОШЕНКА «СОЛІДАРНІСТЬ»                 | Комунальне підприємство Білоцерківської міської ради Житлово-експлуатаційна контора № 7, начальник                                                                                            |
| 4                                                          | Музальов Олег Олександрович       | 20.07.1977 | вища                | член ПАРТІЇ "БЛОК ПЕТРА ПОРОШЕНКА «СОЛІДАРНІСТЬ»                 | Фізична особа — підприємець, фізична особа — підприємець |
| політична партія Всеукраїнське об'єднання «Свобода»        |                                   |            |                     |                                                                  | |
| пк                                                         | Хозєєв Олександр Анатолійович     | 27.02.1965 | вища                | член політичної партії Всеукраїнське об'єднання «Свобода»        | Приватний підприємець, директор |
| 7                                                          | Хмельницький Вячеслав Вікторович  | 05.12.1971 | вища                | член політичної партії Всеукраїнське об'єднання «Свобода»        | Приватний підприємець |
| 5                                                          | Запаскін Максим Романович         | 10.09.1975 | вища                | член політичної партії Всеукраїнське об'єднання «Свобода»        | Рада адвокатів Київської області, адвокат |
| 27                                                         | Підопригора Віталій Володимирович | 21.04.1971 | вища                | член політичної партії Всеукраїнське об'єднання «Свобода»        | ТОВ «Авторемтранс», директор |
| 35                                                         | Олійник Таїсія Іванівна           | 29.04.1965 | професійно-технічна | член політичної партії Всеукраїнське об'єднання «Свобода»        | тимчасово безробітна |
| 9                                                          | Панасов Володимир Олексійович     | 06.01.1954 | вища                | член політичної партії Всеукраїнське об'єднання «Свобода»        | ТДВ «Білоцерківський кар'єр», генеральний директор |
| політична партія Всеукраїнське об'єднання «Батьківщина»    |                                   |            |                     |                                                                  | |
| пк                                                         | Беркут Сергій Григорович          | 01.05.1964 | професійно-технічна | член політичної партії Всеукраїнське об'єднання «Батьківщина»    | тимчасово не працює |
| 28                                                         | Петрик Юрій Федорович             | 06.03.1966 | вища                | член політичної партії Всеукраїнське об'єднання «Батьківщина»    | Управління освіти і науки Білоцерківської міської ради, начальник Управління освіти і науки Білоцерківської міської ради                                                                      |
| 34                                                         | Денисенко Ігор Олександрович      | 31.05.1977 | вища                | член політичної партії Всеукраїнське об'єднання «Батьківщина»    | Фізична особа підприємець |
| 32                                                         | Коробчук Володимир Васильович     | 25.01.1977 | загальна середня    | член політичної партії Всеукраїнське об'єднання «Батьківщина»    | тимчасово не працює |
| 29                                                         | Колосенко Микола Павлович         | 27.10.1964 | вища                | член політичної партії Всеукраїнське об'єднання «Батьківщина»    | Товариство з обмеженою відповідальністю «Фріон», заступник директор |
| Політична партія «Партія економічного відродження України» |                                   |            |                     |                                                                  | |
| пк                                                         | Савчук Василь Петрович            | 06.05.1959 | вища                | член Політичної партії «Партія економічного відродження України» | Білоцерківська міська рада, білоцерківський міський голова |
| 2                                                          | Ореховський Олександр Петрович    | 08.10.1974 | вища                | безпартійний                                                     | Управління житлово-комунального господарства Білоцерківської міської ради, начальник |
| 24                                                         | Іщенко Павло Дмитрович            | 01.01.1960 | вища                | безпартійний                                                     | ТОВ Білоцерківський завод «Трібо», генеральний директор |
| 40                                                         | Сербин Тетяна Сергіївна           | 28.10.1954 | вища                | безпартійна                                                      | Білоцерківська спеціалізована школа І-ІІІ ступенів № 13 з поглибленим вивченням французької мови, учитель французької мови                                                                    |
| Радикальна партія Олега Ляшка                              |                                   |            |                     |                                                                  | |
| пк                                                         | Гейло Ігор Вікторович             | 27.09.1967 | вища                | член Радикальної партії Олега Ляшка                              | Товариство з обмеженої відповідальності «СК Арсенал — Біла Церква», спортивний директор |
| 36                                                         | Поляруш Олександр Олексійович     | 26.05.1966 | вища                | безпартійний                                                     | Споживче товариство «Настуся», директор |
| 23                                                         | Мазуревич Дмитро Володимирович    | 24.08.1982 | вища                | безпартійний                                                     | Фізична особа підприємець |
| 26                                                         | Підпалий Сергій Миколайович       | 26.11.1979 | вища                | безпартійний                                                     | Фізична особа підприємець |
| Політична Партія «Опозиційний блок»                        |                                   |            |                     |                                                                  | |
| пк                                                         | Гламазда Володимир Михайлович     | 03.07.1947 | вища                | член Політичної Партії «Опозиційний блок»                        | пенсіонер |
| 1                                                          | Подольський Олександр Михайлович  | 02.08.1960 | вища                | член Політичної Партії «Опозиційний блок»                        | Товариство з обмеженою відповідальністю Науково-виробнича фірма «Дельта-Проект», заступник директора                                                                                          |
| 4                                                          | Король Андрій Петрович            | 15.02.1974 | вища                | член Політичної Партії «Опозиційний блок»                        | Фізична особа-підприємець |
| ПОЛІТИЧНА ПАРТІЯ «УКРАЇНСЬКЕ ОБ'ЄДНАННЯ ПАТРІОТІВ — УКРОП» |                                   |            |                     |                                                                  | |
| 30                                                         | Мартинюк Сергій Іванович          | 16.11.1955 | вища                | безпартійний                                                     | Квартирна агенція сім'я, директор |
| 41                                                         | Бабенко Володимир Миколайович     | 04.11.1967 | вища                | безпартійний                                                     | Військова частина № 3033 Національної гвардії України, капітан, заступник командира роти спеціального призначення                                                                             |
| 6                                                          | Бабенко Олександр Миколайович     | 02.04.1975 | вища                | безпартійний                                                     | Товариство з обмеженою відповідальністю «Дойчелектросервіс», керівник групи |

### Депутати VI скликання
За результатами місцевих виборів 2010 року депутатами ради є:

#### За суб'єктами висування
| Суб'єкт висування                                                                    | Кількість обраних депутатів | %    |
| ------------------------------------------------------------------------------------ | --------------------------- | ---- |
| Партія регіонів                                                                      | 21                          | 35   |
| Політична партія Всеукраїнське об'єднання «Батьківщина»                              | 11                          | 18,3 |
| Народна Партія                                                                       | 6                           | 10   |
| Політична партія «Сильна Україна»                                                    | 5                           | 8,3  |
| Політична партія Всеукраїнське об'єднання «Свобода»                                  | 3                           | 5    |
| Політична партія «Рідне місто»                                                       | 2                           | 3,3  |
| Політична партія «УДАР (Український Демократичний Альянс за Реформи) Віталія Кличка» | 2                           | 3,3  |
| Політична партія «Фронт Змін»                                                        | 2                           | 3,3  |
| Єдиний Центр                                                                         | 1                           | 1,7  |
| Партія «Віче»                                                                        | 1                           | 1,7  |
| Партія «Демократичний Союз»                                                          | 1                           | 1,7  |
| Партія Зелених України                                                               | 1                           | 1,7  |
| Політична партія Всеукраїнська партія «Дітей війни»                                  | 1                           | 1,7  |
| Політична партія «Наша Україна»                                                      | 1                           | 1,7  |
| Політична партія «Нова політика»                                                     | 1                           | 1,7  |
| Українська республіканська партія                                                    | 1                           | 1,7  |

#### За округами
| № округу                                                                             | Прізвище, ім'я, по батькові          | Дата визнання обраним | Освіта             | Партійна приналежність                                                                     | Відомості про обраного депутата                                                                     |
| ------------------------------------------------------------------------------------ | ------------------------------------ | --------------------- | ------------------ | ------------------------------------------------------------------------------------------ | --------------------------------------------------------------------------------------------------- |
| Єдиний Центр                                                                         |                                      |                       |                    |                                                                                            | |
| 28                                                                                   | Дудник Олександр Кирилович           | 05.11.2010            | вища               | член Єдиного Центру                                                                        | Білоцерківський національний аграрний університет, завідувач кафедрою фізичного виховання           |
| Народна Партія                                                                       |                                      |                       |                    |                                                                                            | |
| б/м                                                                                  | Дригало Людмила Борисівна            | 05.11.2010            | вища               | член Народної партії                                                                       | Приватне підприємство «Дригало», директор                                                           |
| б/м                                                                                  | Ямковий Валерій Петрович             | 05.11.2010            | вища               | член Народної партії                                                                       | Білоцерківська міська організація Народної Партії, голова                                           |
| б/м                                                                                  | Макушин Сергій Валерійович           | 05.11.2010            | вища               | член Народної партії                                                                       | приватний підприємець, директор                                                                     |
| б/м                                                                                  | Титаренко Віталій Анатолійович       | 05.11.2010            | вища               | член Народної партії                                                                       | ФОП Дригало Л. Б., заступник керівника з маркетингу                                                 |
| б/м                                                                                  | Котушенко Микола Анатолійович        | 05.11.2010            | вища               | член Народної партії                                                                       | Приватне підприємство «К-А-Н», директор                                                             |
| 16                                                                                   | Сержук Володимир Миколайович         | 05.11.2010            | вища               | позапартійний                                                                              | загальноосвітня школа І-ІІІ ст. № 11, директор                                                      |
| Партія «Віче»                                                                        |                                      |                       |                    |                                                                                            | |
| 25                                                                                   | Дикий Анатолій Павлович              | 05.11.2010            | вища               | позапартійний                                                                              | ПрАТ КАТП-1028, голова наглядової ради                                                              |
| Партія «Демократичний Союз»                                                          |                                      |                       |                    |                                                                                            | |
| 29                                                                                   | Сербин Тетяна Сергіївна              | 05.11.2010            | вища               | позапартійна                                                                               | загальноосвітня школа № 13, заступник директора                                                     |
| Партія Зелених України                                                               |                                      |                       |                    |                                                                                            | |
| 23                                                                                   | Рабенок Валерій Борисович            | 05.11.2010            | вища               | член Партії Зелених України                                                                | Рекламно-інформаційний тижневик «Гриф», директор                                                    |
| Партія регіонів                                                                      |                                      |                       |                    |                                                                                            | |
| б/м                                                                                  | Олійник Олександр Анатолійович       | 05.11.2010            | вища               | член Партії регіонів                                                                       | ТОВ НВП «Білоцерків МАЗ», голова                                                                    |
| б/м                                                                                  | Музиченко Галина Миколаївна          | 05.11.2010            | вища               | член Партії регіонів                                                                       | Білоцерківська міська дитяча лікарня, головний лікар                                                |
| б/м                                                                                  | Олійник Олександр Борисович          | 05.11.2010            | вища               | член Партії регіонів                                                                       | Білоцерківське міське управління освіти, начальник                                                  |
| б/м                                                                                  | Мазуренко Володимир Миколайович      | 05.11.2010            | вища               | член Партії регіонів                                                                       | КП БМР «Білоцерківводоканал», директор                                                              |
| б/м                                                                                  | Чоловський Микола Володимирович      | 05.11.2010            | вища               | член Партії регіонів                                                                       | Білоцерківський міжрайонний відділ ДСО УДСО при ГУМВС України в Київській області, начальник        |
| б/м                                                                                  | Мегедь Петро Сергійович              | 05.11.2010            | вища               | член Партії регіонів                                                                       | пенсіонер                                                                                           |
| б/м                                                                                  | Кропивницький Вадим Васильович       | 05.11.2010            | вища               | член Партії регіонів                                                                       | приватний підприємець                                                                               |
| б/м                                                                                  | Грищенко Андрій Миколайович          | 05.11.2010            | вища               | позапартійний                                                                              | 72 гравдійська Красноградтько-Київська Червонопрапорної окрема механізавана бригада, командир       |
| б/м                                                                                  | Капінус Людмила Олександрівна        | 05.11.2010            | вища               | член Партії регіонів                                                                       | приватний підприємець                                                                               |
| 1                                                                                    | Олійник Костянтин Анатолійович       | 05.11.2010            | вища               | член Партії регіонів                                                                       | ТОВ НВП «Дім Вікон», директор                                                                       |
| 3                                                                                    | Король Андрій Петрович               | 05.11.2010            | вища               | член Партії регіонів                                                                       | ТОВНВП «Білоцерківмаз», комерційний директор                                                        |
| 4                                                                                    | Дрофа Андрій Григорович              | 05.11.2010            | вища               | позапартійний                                                                              | Білоцерківський домобудівельний комбінат, генеральний директор                                      |
| 5                                                                                    | Бухановський Володимир Станіславович | 05.11.2010            | вища               | позапартійний                                                                              | Військова частина А. 2167, заступник командира з гилу-начальник гилу                                |
| 10                                                                                   | Мороз Тарас Степанович               | 05.11.2010            | вища               | член Партії регіонів                                                                       | Приватне підприємство «Мебльофф», директор                                                          |
| 13                                                                                   | Шуліпа В'ячеслав Геннадійович        | 05.11.2010            | вища               | член Партії регіонів                                                                       | ПП «Кларк», генеральний директор                                                                    |
| 15                                                                                   | Масюк Сергій Миколайович             | 05.11.2010            | вища               | член Партії регіонів                                                                       | Приватне підприємство «Буд Маг», директор                                                           |
| 17                                                                                   | Бараннік Володимир Григорович        | 05.11.2010            | вища               | член Партії регіонів                                                                       | ТОВ «ТОТУС-Сервіс», директор                                                                        |
| 19                                                                                   | Бугайчук Костянтин Васильович        | 05.11.2010            | вища               | член Партії регіонів                                                                       | НВП «Інвапром», директор                                                                            |
| 20                                                                                   | Мицюк Ярослав Назарович              | 05.11.2010            | вища               | позапартійний                                                                              | приватний підприємець                                                                               |
| 21                                                                                   | Кривий Сергій Андрійович             | 05.11.2010            | вища               | член Партії регіонів                                                                       | Житлово-комунальне господарство Білоцерківського району, начальник                                  |
| 30                                                                                   | Шаравара Віктор Петрович             | 05.11.2010            | вища               | позапартійний                                                                              | Обласна громадська організація «Центр Муніципальної ініціативи», президент                          |
| Політична партія "Всеукраїнська партія «Дітей війни»                                 |                                      |                       |                    |                                                                                            | |
| б/м                                                                                  | Іващенко Валерій Григорович          | 05.11.2010            | вища               | член Політичної партії "Всеукраїнська партія «Дітей війни»                                 | ПП «Кобальт», директор                                                                              |
| Політична партія Всеукраїнське об'єднання «Батьківщина»                              |                                      |                       |                    |                                                                                            | |
| б/м                                                                                  | Беркут Сергій Григорович             | 05.11.2010            | середня спеціальна | член Всеукраїнського об'єднання «Батьківщина»                                              | приватний підприємець                                                                               |
| б/м                                                                                  | Петрик Юрій Федорович                | 05.11.2010            | вища               | член Всеукраїнського об'єднання «Батьківщина»                                              | спеціалізована загальноосвітня школа № 1, директор                                                  |
| б/м                                                                                  | Малюк Володимир Васильович           | 05.11.2010            | середня спеціальна | член Всеукраїнського об'єднання «Батьківщина»                                              | Управління справами Апарату Верховної Ради України, помічник-консультант народного депутата України |
| б/м                                                                                  | Кошель Іван Степанович               | 05.11.2010            | вища               | член Всеукраїнського об'єднання «Батьківщина»                                              | ТОВ «Берегиня», генеральний директор                                                                |
| б/м                                                                                  | Колосенко Микола Павлович            | 05.11.2010            | вища               | член Всеукраїнського об'єднання «Батьківщина»                                              | ПП «Глорія», директор                                                                               |
| 2                                                                                    | Ореховський Олександр Петрович       | 05.11.2010            | вища               | член Всеукраїнського об'єднання «Батьківщина»                                              | КП ЖЕК№ 4, начальник                                                                                |
| 7                                                                                    | Бондаренко Микола Васильович         | 05.11.2010            | вища               | член Всеукраїнського об'єднання «Батьківщина»                                              | Білоцерківська організація Всеукраїнське об'єднання ветеранів, голова                               |
| 9                                                                                    | Коцел Ігор Анатолійович              | 05.11.2010            | вища               | член Всеукраїнського об'єднання «Батьківщина»                                              | ПП"Похитайло", заступник директора                                                                  |
| 12                                                                                   | Тищенко Андрій Сергійович            | 05.11.2010            | вища               | позапартійний                                                                              | приватний підприємець                                                                               |
| 22                                                                                   | Підопригора Віталій Володимирович    | 05.11.2010            | вища               | член Всеукраїнського об'єднання «Батьківщина»                                              | приватний підприємець                                                                               |
| 27                                                                                   | Кучер Ольга Василівна                | 05.11.2010            | вища               | член Всеукраїнського об'єднання «Батьківщина»                                              | приватний підприємець                                                                               |
| Політична партія Всеукраїнське об'єднання «Свобода»                                  |                                      |                       |                    |                                                                                            | |
| б/м                                                                                  | Маринкевич Лідія Іванівна            | 05.11.2010            | середня            | член Всеукраїнського об'єднання «Свобода»                                                  | КП БМР «Білоцерківводоканал», заступник начальника з відділу збуту і маркетингу                     |
| б/м                                                                                  | Хозєєв Олександр Анатолійович        | 16.11.2015            | середня            | член Всеукраїнського об'єднання «Свобода»                                                  | фізична особа підприємець «Хозєєв», директор                                                        |
| 6                                                                                    | Хмельницький В'ячеслав Вікторович    | 05.11.2010            | вища               | член Всеукраїнського об'єднання «Свобода»                                                  | ФОП «Хмельницький В. В.», директор                                                                  |
| Політична партія «Наша Україна»                                                      |                                      |                       |                    |                                                                                            | |
| б/м                                                                                  | Якимчук Сергій Петрович              | 05.11.2010            | вища               | член Політичної партії «Наша Україна»                                                      | приватний підприємець                                                                               |
| Політична партія «Нова політика»                                                     |                                      |                       |                    |                                                                                            | |
| 11                                                                                   | Івченко Вадим Євгенович              | 05.11.2010            | вища               | член Політичної партії «Нова політика»                                                     | Виконавчий директор ТОВ «Інтергруп-ЛДН», член партії                                                |
| Політична партія «Рідне місто»                                                       |                                      |                       |                    |                                                                                            | |
| б/м                                                                                  | Ліневич Олександр Станіславович      | 05.11.2010            | вища               | член Політичної партії «Рідне місто»                                                       | Громадська організація «Рідне місто», голова                                                        |
| б/м                                                                                  | Підпалий Сергій Миколайович          | 05.11.2010            | вища               | член Політичної партії «Рідне місто»                                                       | приватний підприємець                                                                               |
| Політична партія «Сильна Україна»                                                    |                                      |                       |                    |                                                                                            | |
| б/м                                                                                  | Шалабай Леонід Петрович              | 05.11.2010            | вища               | член Політичної партії «Сильна Україна»                                                    | БЦ завод «Моноліт», генеральний директор                                                            |
| 8                                                                                    | Кушнір Вадим Борисович               | 05.11.2010            | вища               | член Політичної партії «Сильна Україна»                                                    | СПД, адвокат                                                                                        |
| 14                                                                                   | Істомін Сергій Вікторович            | 05.11.2010            | вища               | позапартійний                                                                              | Рекламна група «4X4», директор                                                                      |
| 18                                                                                   | Швець Микола Іванович                | 05.11.2010            | вища               | член Політичної партії «Сильна Україна»                                                    | ЗАТ «Росава», нач. департаменту енергетики                                                          |
| 26                                                                                   | Маршалок Вадим Анатолійович          | 10.12.2010            | вища               | член Політичної партії «Сильна Україна»                                                    | , фізична особа підприємець                                                                         |
| Політична партія «УДАР (Український Демократичний Альянс за Реформи) Віталія Кличка» |                                      |                       |                    |                                                                                            | |
| б/м                                                                                  | Яременко Ярослав Вікторович          | 05.11.2010            | вища               | член Політичної партії «УДАР (Український Демократичний Альянс за Реформи) Віталія Кличка» | приватний підприємець                                                                               |
| б/м                                                                                  | Яременко Богдан Вікторович           | 28.04.2015            | вища               | член Політичної партії «УДАР (Український Демократичний Альянс за Реформи) Віталія Кличка» | ТОВ "РІА «Бліц», директор                                                                           |
| Політична партія «Фронт Змін»                                                        |                                      |                       |                    |                                                                                            | |
| б/м                                                                                  | Борзак Володимир Михайлович          | 05.11.2010            | вища               | член Політичної партії «Фронт Змін»                                                        | ПП фірма «Гіпрон», директор                                                                         |
| б/м                                                                                  | Залізняк Юрій Олександрович          | 05.11.2010            | вища               | член Політичної партії «Фронт Змін»                                                        | фізична особа-підприємець                                                                           |
| Українська республіканська партія                                                    |                                      |                       |                    |                                                                                            | |
| 24                                                                                   | Дикий Геннадій Анатолійович          | 05.11.2010            | вища               | позапартійний                                                                              | ПП «Будмаркет», директор                                                                            |